# Tadeusz Kłoczewiak
Tadeusz Jan Kłoczewiak (ur. 1948 w Warszawie) – polski basista, obecnie przedsiębiorca. 

Jako muzyk zespołu Portrety nagrał pierwszą wersję przeboju Elizy Grochowieckiej Dobra miłość między nami pod pierwotnym tytułem Dobra miłość (1971), zaś jako współpracownik Maryli Rodowicz pierwszą, radiową wersję jej przeboju pt. Małgośka (1973).

## Kariera muzyczna
Muzyk warszawskich zespołów Klub Pickwicka (1969) i Portrety (1970–1971). Współpracował m.in. ze Stanem Borysem (1971-1972; jako muzyk zespołu tego piosenkarza wystąpił w filmie Uciec jak najbliżej w reż. Andrzeja Zaorskiego), z Marylą Rodowicz (1972–1973), Testem (1973-1974), Alibabkami (1974; trasa koncertowa w ZSRR), Dzikim Dzieckiem (1974), Bractwem Kurkowym 1791 (1975-1977), czy z Nową Grupą Jacka Lecha. W 1980 roku występował w klubach w Norwegii wraz z gitarzystą Bogumiłem Kaczmarskim i z perkusistą Przemysławem Lisieckim.
Obecnie nie zajmuje się muzyką.

## Wybrana dyskografia[9][10]
Z zespołem Klub Pickwicka:
- 1971: Daniel Kłosek i jego grupa (EP, Polskie Nagrania „Muza” – N 0647)

Z zespołem Portrety:
- 1970: Portret (EP, Polskie Nagrania „Muza” – N 0609)
- 1970: Posłuchaj biegnie ulicami (SP, Polskie Nagrania „Muza” – SP-349)
- 1971: O tobie, jesieni i innych rzeczach (SP, Polskie Nagrania „Muza” – SP-362)
- 1970–1971 – nagrania radiowe: Nie bój się nocy, Kiedy świece płoną (1970); Obraz twój, Dobra miłość, O tobie, jesieni i innych rzeczach (1971)

Z zespołem Stana Borysa:
- 1971: Muzyka do filmu Uciec jak najbliżej[6][12]

Z zespołem Test: 
- 1974: Test (LP, Pronit – SXL-1082)
- 2000: Złota kolekcja: Przygoda bez miłości (CD, Pomaton EMI – 7243 5 25562 2 9)
- 2008: Z Archiwum Polskiego Radia, Vol. 9 – Test (CD, Polskie Radio – PRCD 1060)
- 2015: Przygoda bez miłości (LP, Kameleon Records – KAMLP 09)

Z zespołem Bractwo Kurkowe 1791:
- 1976 – nagrania radiowe: Piosenka na powitanie na 30-lecie Polskich Nagrań, Piosenka na pożegnanie na 30-lecie Polskich Nagrań, Żal mi będzie, Tam chciałbym mieszkać, Gdzie wiruje świat, Po ten kwiat czerwony